# Adrian Forty
Adrian Forty (Oxford, 7 marzo 1948) è un docente britannico di storia dell'architettura presso la Barlett School of Architecture di Londra).

## Biografia
Ha conseguito la laurea in Storia a Oxford nel 1969; successivamente nel 1971 ha proseguito i suoi studi laureandosi in Storia dell'arte al Courtauld Institute; nel 1989, ha conseguito il Dottorato in Filosofia all'University College di Londra.
La sua carriera di storico dell'architettura ha avuto inizio nel 1980 come assistente di Reyner Banham, all'University College di Londra. Sempre in quell'anno con Mark Swenarton, ha istituito il primo master in assoluto della Storia dell'architettura in Inghilterra.
Dal 1995 al 2001 è stato membro del comitato editoriale del Journal of Architecture. Nel 2003 ha vinto il premio The Sir Misha Black Award per l'innovazione nel Design Education. 
Nel 2013 ha ricevuto il premio RIBA, assegnato dalla Royal Institute of British Architects per Concrete and Culture, a Material History uno studio sulla storia, l'estetica e il significato culturale del calcestruzzo come materia di costruzione.
Attualmente è presidente della European Architectural History Network. 
I suoi interessi principali sono il ruolo dell'architettura nella società e nei contesti culturali. Le sue ricerche si sono focalizzate sul design dei beni di consumo, sul rapporto tra linguaggio e architettura e tra architettura, memoria collettiva e oblio. Ha recentemente pubblicato una monografia sulla storia, l'estetica e il significato culturale del calcestruzzo come materia di costruzione.

## Pubblicazioni (selezione)
- Objects of Desire: Design and Society since 1750, London, Thames and Hudson 1986.
- The Art of Forgetting, ed., with Susanne Küchler, Oxford: Berg 1999.
- Words and Buildings: A Vocabulary of Modern Architecture, London, Thames and Hudson 2000.
- Brazil's Modern Architecture, with Elisabetta Andreoli, London, Phaidon Press 2004.
- Concrete and Culture: A Material History, London, Reaktion Books 2012.